# Arteria pharyngea ascendens
Die Arteria pharyngea ascendens (etwa: „aufsteigende Rachenschlagader“) ist eine kleine Arterie, die beim Menschen im Regelfall aus der äußeren Halsschlagader, der Arteria carotis externa, entspringt. Bei etwa 1 bis 2 % der Bevölkerung geht sie als Normvariante hingegen aus der inneren Halsschlagader, der Arteria carotis interna ab. In beiden Fällen entspringt sie knapp oberhalb des Bulbus caroticus und verläuft zunächst zwischen beiden Karotiden (Arteria carotis interna und externa) in Richtung Kopf, dann weiter in der Seitenwand des muskulären Rachens. Ihre Endäste versorgen als Rami pharyngei die Rachenmuskulatur, als Arteria tympanica inferior teilweise die Paukenhöhle und als Arteria meningea posterior die hinteren und basalen Anteile der harten Hirnhaut. Letztere tritt durch das Foramen jugulare in die Schädelhöhle ein.